# Алкивиад Диаманди
Алкивиад Диаманди (на арумънски: Alcibiadi Diamandi; на румънски: Alcibiade Diamandi; на гръцки: Αλκιβιάδης Διαμάντης) е арумънски политик от Гърция. По време на Първата световна война Диаманди участва в опита за установяване на влашка автономия в Пинд, а по време на окупацията на Гърция през Втората световна война основава колаборационистката проиталианска организация Римски легион, която има същата цел.

## Биография
Роден е на 13 август 1893 г. в пиндското влашко село Самарина в семейството на богати търговци от влашки произход. Завършва основно румънско училище в Самарина и се записва в гръцки лицей в Солун. През 1912 г. заминава за Румъния, където завършва Търговската академия в Букурещ. През 1916 г. е доброволец в румънската армия по време на Първата световна война.

### Опит за влашка автономия в 1917 г.
Вероятно като румънски пратеник се озовава в Албания, по време на войната между Австро-Унгария, Италия и Франция. По време на кратката окупация от Италия на Янина и влашките селища в Пинд е в родната си Самарина и е част от седемчленния комитет разпращал различни декларации до различни страни с цел търсене на италианска, румънски и друга подкрепа за евентуална влашка автономия. Усилията на Диаманди не срещат подкрепа нито от Италия, нито от Румъния, италианските войски се изтеглят, а Диаманди се установява в Саранда. От там заминава за Рим. Включва се във фашисткото движение на Бенито Мусолини. Успява да си издейства паспорт от румънската легация и пътува за Гърция. Според гръцкия автор Ставрос Антeмидис Диаманди е помилван от гръцките власти през 1927 г.

### Римски легион
Пристига в Атина като вицепрезидент на Националната петролна компания на Румъния. Занивама се също така и с внос на дървен материал от Румъния и други бизнес начинания. Пътува често до Родос, който е италиански, и привлича вниманието на гръцкото контраразузнаване, което подозира, че е румънски агент. По време на диктатурата на Йоанис Метаксас е издадена заповед за експулсирането му, но той успява да го избегне поради приятелските си отношения с министъра на обществената сигурност Константинос Маниадакис
След началото на инвазията на Италия в Гърция през октомври 1940 г. Диаманди се намира в Коница на албанско-гръцката граница. Италианците му предлагат офицерски чин и той работи като преводач и асистент на началника на щаба генерал Алфредо Гуцони. След първоначалните неуспехи на италианците Диаманди се оттегля в Тирана и навлиза отново в Гърция след 5 месеца заедно с италианската армия през пролетта на 1941 година.
Създава колаборационистката влашка организация Римски легион, подкрепян от живеещия в Лариса адвокат Никола Матуси и Васил Рапотика.

### Манифест
На 1 март 1942 г. Диаманди публикува в местни вестници обширен манифест, който е публикуван отново от Ахилеас Антемидис през 1997 г. в книтата му „Гръцките власи“. Манифестът е подписан от водещи арумънски интелектуалци като:
- адвоката Никола Матуси
- проф. Димас Тютрас
- адвоката Василакис Георгиос
- з-л Франгос Георгиос
- учителя А. Бека
- търговеца Гаки Папас
- д-р Никос Мицибуна
- проф. Димитриос Хаджигогу
- адвоката А. Калометрос
- инженера Нико Телейонис
- Василис Цьодзьос
- проф. Коста Николеску
- проф. Толи Паста
- Димимтриос Тахас
- проф. Стефанос Коциос
- Проф. Г. Контоинани
- д-р Калоера
- проф. Толи Хаджи
- Йоанис Мердзос от Невеска, чийто син Николаос Мердзос е известен прогръцки настроен влашки автор в Гърция
- Перикли Папас
- проф. Виргилиу Баламаче, роднина на Ник Баламаче, секретар на Фрашеротското общество в САЩ
- инж. С. Пелекис
- К. Питули
- адвокат Толи Хадзис
- Дим. Барба

Двама власи от Албания и България Василис Вартолис и родения в Самарина Зику Арая също одробряват манифеста. В Румъния той е подписан от родения в Бер Георге Мурну, професор в Букурещкия университет.

## Последни години
По време на втората година на италианска окупация действията на гръцката съпротива се засилват и през юни 1942 година Диаманди заминава или е извикан обратно в Румъния.
След войната е арестуван на 21 февруари 1948 г. Умира на 9 юли 1948 г. в полицейското управление в Букурещ.